# Cornelis Koeman

Cor Koeman

Cornelis Koeman (* 15. August 1918 in Wijdenes; † 5. Juni 2006 in De Bilt) war ein niederländischer geodätischer Ingenieur und Kartograf, bekannt für seine Arbeiten zur Geschichte der Kartographie.

## Leben
Cor Koeman wurde als Sohn von Teun Koeman, Gärtner, und Grietje Ham geboren. Er wollte Geodät werden und nahm Unterricht bei P.Th.M. Velseboer, beim Kataster tätig. Bereits 1938 wurde er als angehender Vermessungsingenieur in die Vermessungsabteilung der Rijkswaterstaat in Delft berufen. Außerdem wurde ihm die Möglichkeit gegeben, Vorlesungen für Bauvermessungsingenieure an der Technische Universität Delft zu folgen. Diese Ausbildung schloss er 1946 ab. Dann strebte er den Ingenieurtitel an, der 1950 erworben wurde. Inzwischen war Koeman als Lehrer für Geodäsie in Delft berufen worden. 1957 wurde er Kartografielehrer an der Universität Utrecht. Er zog ins De Bilt. 1961 promovierte Koeman mit einer Arbeit mit dem Titel Collections of maps and atlases in the Netherlands (Sammlungen von Karten und Atlanten in den Niederlanden). Von 1968 bis 1981 war Cornelis Koeman Professor für Kartographie und Geodäsie an der Universität Utrecht. Er sorgte für die Einführung einer eigenen Spezialisierung in Kartographie. Gleich zu Beginn seiner Professur 1968 legte Koeman eine völlig neue Interpretation des Faches Kartographie vor. Er stützte sich dabei auf das Buch Sémiologie graphique des französischen Kartografen Jacques Bertin, die 1967 erschienen war. Bis zu ihrer Abschaffung im Jahr 2002 absolvierten etwa 250 Studenten im Bereich Kartographie ihren Abschluss.
Koeman und sein Kollege F.L.T. van der Weiden stellte ein kartografisches Forschungsprogramm mit den Schwerpunkten Fotokarten, digitale Kartografie und Verallgemeinerung (Anpassung des Kartenbildes und des Karteninhalts an Zweck und Maßstab einer Karte) auf. Seine Arbeit hatte eine wichtige soziale Wirkung.

## Geschichte der Kartographie
Mehr als die Kartographie selbst hat er die Praxis der Kartographiegeschichte geprägt. Er hat dabei weltweit eine vorbildliche Rolle gespielt. Bereits 1960 entstand die Idee, eine Bibliographie aller in den Niederlanden bis 1940 erschienenen Land- und Seeatlanten zu erstellen. Der erste der sechsbändigen Atlantes Neerlandici wurde 1967 fertiggestellt. Seine 1983 erschienene Geschiedenis van de kartografie van Nederland (Geschichte der Kartographie der Niederlande) ist bis heute das wichtigste Handbuch auf diesem Gebiet. Koeman war auch Herausgeber der renommierten Zeitschrift für die Geschichte der Kartographie Imago Mundi. Seine Sammlung von Atlanten wurde der Universität Leiden geschenkt.

## Vorstandsposten
Er war 1958 einer der Gründer der Kartographischen Sektion der Königlich Niederländische Gesellschaft für Erdkunde (KNAG), die 1975 eine unabhängige Niederländische Vereinigung für Kartographie (NVK) wurde. Von 1958 bis 1964 war er Sekretär dieses NVK-Vorgängers. Er war einer der Vertreter der Niederlande bei der Gründungsversammlung der Internationale Kartographische Vereinigung (ICA) in Bern im Jahr 1959, war Vorsitzender der ICA Ständigen Kommission für Bildung und Ausbildung von 1972 bis 1980 und als dieser war er mitverantwortlich für die Produktion des internationalen Kartographie-Lehrbuchs Basic Cartography.